# Parafia św. Andrzeja Apostoła i św. Leopolda Bogdana Mandicia w Mińsku
Parafia św. Andrzeja Apostoła i św. Leopolda Bogdana Mandicia w Mińsku – rzymskokatolicka parafia znajdująca się w archidiecezja mińsko-mohylewskiej, w dekanacie Mińsk-Wschód, na Białorusi. Parafię prowadzą Pallotyni. Obejmuje granicami dzielnicę Urucze.

## Historia
Parafia powstała w sierpniu 2007 r. Obejmuje granicami dzielnicę Urucze 2. Nabożeństwa odbywają się w kościele św. Rocha (św. Trójcy) w Mińsku. 
3 października 2016 rozpoczęto budowę kościoła parafialnego w rejonie ul. Starynowskiej i Nikiforowa. Według planu budowa ma zakończyć się 3 marca 2018 r.